# مذبحة حيفا
في 22 أبريل عام 1948 هاجم المستوطنون الصهاينة مدينة حيفا بفلسطين في منتصف الليل واحتلوها وقتلوا عدداً كبيراً من أهلها، فهرع العرب الفلسطينيون العُزل الباقون للهرب عن طريق مرفأ المدينة فتبعهم اليهود وأطلقوا عليهم النيران، وكانت حصيلة هذه المذبحة أكثر من 150 قتيلاً و40 جريحاً.